# Fly
Der etwa 1.120 km lange Fly (englisch Fly River, Tok Pisin wara Flai) mit einem Einzugsgebiet von 76.000 Quadratkilometern und einem Abfluss von 6.000 bis 8.000 Kubikmetern pro Sekunde ist nach dem Sepik der zweitlängste Fluss der Insel Neuguinea (Ozeanien). Bezogen auf die Abflussmenge rangiert das Fly-Flusssystem damit etwa auf Platz 30 der größten Flusssysteme der Erde.

## Verlauf
Der Fly entspringt im östlichen Maokegebirge exakt an der tiefsten Einsattelung zwischen den zu Papua-Neuguinea gehörenden Gebirgsketten der Hindenburg Range im Westen und der Victor Emanuel Range im Osten. Das Einzugsgebiet ist insbesondere am Oberlauf mit ursprünglichem, dichtem Regenwald bedeckt. Ab dem Ort Kiunga (etwa 30 m über NN) fließt er die letzten 800 Kilometer mit sehr geringem Gefälle mäandernd durch das sumpfige Tiefland Richtung Süden. Hier dominiert lichter, savannenartiger Wald, Sumpfwald und saisonal überflutetes Grasland. Aufgrund des sehr flachen Terrains und der hohen Niederschläge von 4 bis 12 m pro Jahr hat sich das größte Überschwemmungsgebiet der Insel mit 4,5 Millionen Hektar gebildet. Für mehr als hundert Kilometer bildet er die Grenze zum Westteil der Insel, dem zu Indonesien gehörenden Westneuguinea (früher Irian Jaya genannt). Schließlich mündet der Fly mit einem etwa 55 km breiten Ästuar in den Golf von Papua (auch Papuagolf genannt). Im Flussdelta liegen viele kleine, sumpfige Inseln, die mit Mangroven bestanden sind. Die größte dieser Inseln ist Kiwai. Bewohnt werden sie von den Kiwai.
Das Gebiet ist mit ein bis zwei Personen pro Quadratkilometer sehr dünn besiedelt.
Die größten Zuflüsse sind der Strickland und der Ok Tedi, die beide durch Abwässer des Gold- beziehungsweise Kupferbergbaus belastet sind.

## Geschichte

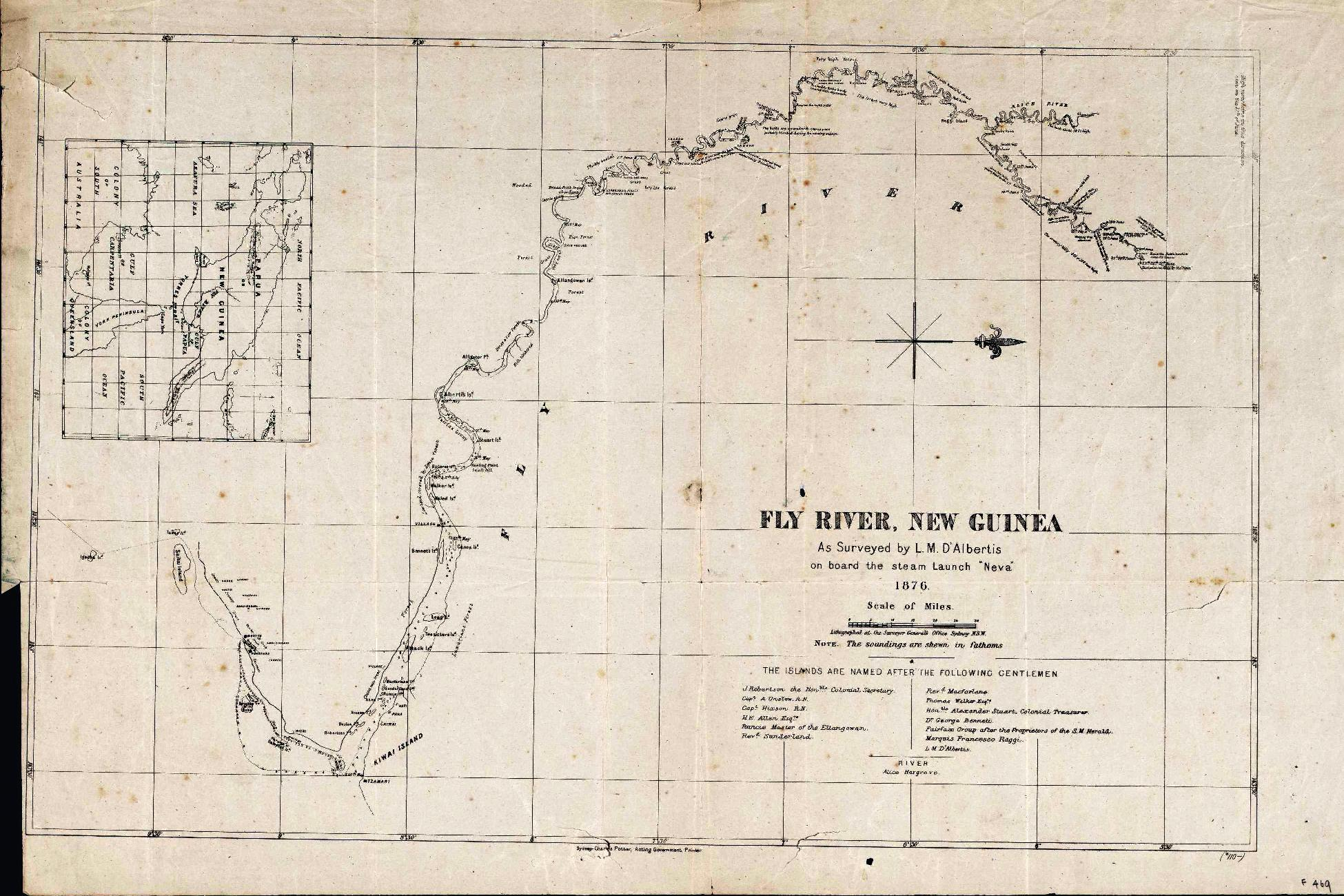
D’Albertis Karte des Fly von 1876

Die Mündung des Flusses wurde 1842 von Francis P. Blackwood entdeckt und nach seinem Schiff, der Korvette HMS Fly, benannt.
1875 bis 1877 wurde der Fly auf mehreren biologischen Expeditionen vom Italiener Luigi Maria d’Albertis befahren. Mit der Dampfbarkasse Neva gelangte er mehr als 900 km stromaufwärts in den Oberlauf des Fly und des Ok Tedi und fertigte die erste Karte von diesem Gebiet an.

## Fauna

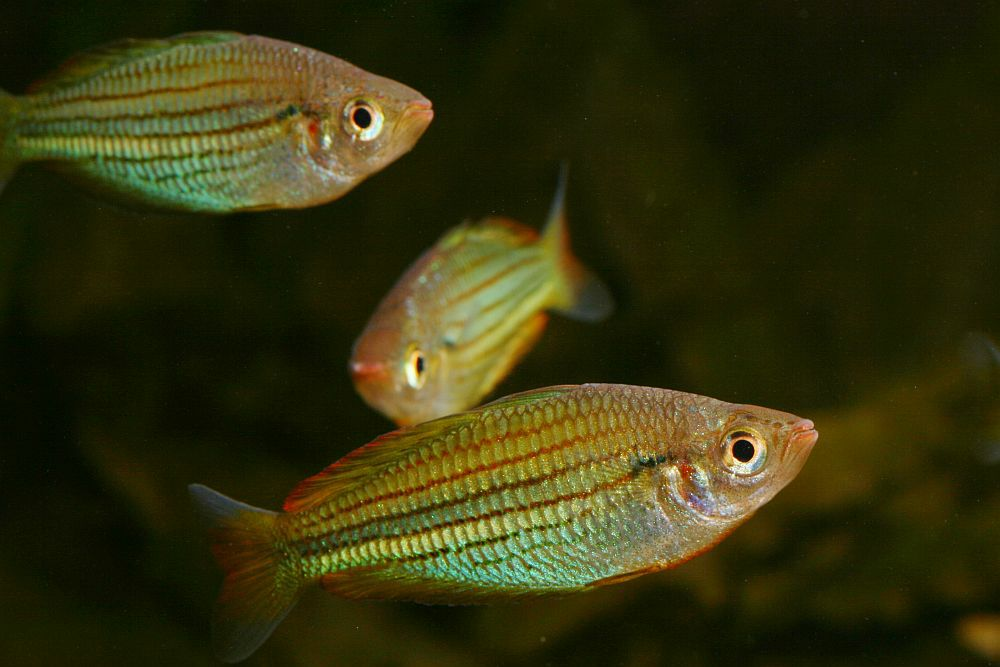
Der Sechslinien-Regenbogenfisch (Melanotaenia sexlineata) kommt nur in einem kleinen Gebiet am Oberlauf des Fly vor.

Der Fly ist mit etwa 110 Fischarten, von denen jede siebte Art endemisch ist, gemeinsam mit dem Kikori der artenreichste Fluss Neuguineas. Die bisher bekannten endemischen Arten im Fly-Flusssystem sind die Regenbogenfische Melanotaenia iris, Melanotaenia oktediensis und Melanotaenia sexlineata, die Blauaugen der Gattung Kiunga mit den Arten Kiunga ballochi und Kiunga bleheri, die Heringsartigen Nematalosa papuensis und Thryssa rastrosa, die Welsartigen Neoarius augustus, Potamosilurus robertsi und Oloplotosus luteus sowie die Grundelartigen Gymnoamblyopus novaeguineae, Glossogobius muscorum und Glossogobius robertsi.

## Belege
- G.R. Allen, A.W. Storey, M. Yarrao: Freshwater Fishes of the Fly River. Ok Tedi Mining, Tabubil 2008, ISBN 978-0-646-49605-4
- L.M. d’Albertis: New Guinea: What I did and what I saw. Vol II. Sampson, Low, Marston. Searle & Rivington, London 1880